# Good Morning ティーチャー
『Good Morning ティーチャー』（グッドモーニング ティーチャー）は重野なおきの4コマ漫画作品。竹書房の雑誌『まんがライフ』で1999年10月号から2012年6月号まで、『まんがくらぶオリジナル』で2001年1月号から2011年5月号まで、それぞれ連載。並行連載中は、『まんがライフ』版では東進太郎が、『まんがくらぶオリジナル』版では山下陽子が主人公という設定で描かれていた。舞台である柏葉高校のモデルになった学校は作者が通っていた千葉県立柏井高等学校で作中の校内レイアウトもこれに酷似しているという。

## 概要
名前の由来はこの作品の担当編集者・モッチーが主人公アズマが早起きだということから「おはよう」→「Good Morning」となり先生を意味するティーチャー（Teacher）をつけて「Good Morning ティーチャー」となった。通称、略称はグッティー。
2006年春にドラマCD化。
当作品は連載開始時から2006年度までは歳を取らずに季節を繰り返していたが、一連の行事を終えたことや、人間関係に変化が出た為、2007年からはキャラクターは3年に進級している。しかし、1年という現実時間で終わらせるということはせず、現実時間の季節に関係なく、作品内の時間の流れを少しずつ進めていく形で連載を続けた。そのため2007年度連載分は4月を中心に春の描写だけで構成されており、衣替えを一切行わなかった。1年以上経ったまんがくらぶオリジナル2008年9月号連載分より季節を夏に移行し、ようやく衣替えを実施した。2009年度は夏季～初秋、2010年度は最後の衣替えを実施し秋から初冬、2011年度は2月以降の時間軸となっている。
もともと作者の重野は大学時代から学友たちをモデルとした4コマ漫画を描いており、その中から選抜したのが本作のキャラクターたちである。モデルとなった実在の学友たちとは人物像などは異なるものの、名前はほぼそのまま借用している。
重野は教員志望で教員免許を取得したものの教員採用試験に落ち、「いつか教師モノのマンガを描く」と決めたのがこの作品が出来たきっかけ。

## あらすじ
舞台は主に千葉県立柏葉高等学校（架空）を中心に描かれている。
東進太郎は早起きが信条の高校教師。また学校が大好きで朝の5時には登校している。授業は熱血で、その勢いは生徒の1人・内田沙耶佳が、彼の熱血さに惚れこんでしまうほどだ。彼女をはじめ個性豊かな2年A組（→3年A組）のメンバーが織りなす学園4コマ。
教員に憧れていた作者ならではの明るいタッチの作品。

## 登場人物
男性キャラの一人称は特記が無い場合は原則「オレ」、女性キャラの一人称は特記が無い場合は原則「私」である。「声」はCDドラマ版での声優。また、10巻の人物紹介はスポーツのユニフォームのコスチュームであり、それについても記す。

### 主人公
東 進太郎（あずま しんたろう）
声：山口勝平
背表紙の登場は第1巻。10巻人物紹介のコスチュームはラグビー。自称「愛と炎の社会科教師」。通称：アズマ。身長172cm。
柏葉高校・地理歴史科教師、担当科目は世界史（2年A組時は日本史。地理も教えている模様。）3年A組（旧2年A組）学級担任。アマチュア無線部顧問並びに、野球部コーチ。
年齢は24→25歳であるが、赴任時の挨拶で年齢を22歳と2歳ごまかしていた。
机は職員室ではなく、図書の管理も兼務するので司書室に配置。
早起きが信条で学校にはいつも一番乗りだが、用務員に負ける事もある。登下校には愛用の自転車を使用している。この自転車、盗まれて乗り捨てされるわ、教頭のタバコのせいで燃え上がるわと、碌な目に遭ってない。
嫌いな食べ物はグリンピース。また、機械が苦手で、パソコンもあまり使えない。12巻でノートPCを購入したが、壁紙が山下陽子（ヨーコ）先生なので学校では使っていない。特技は、あやとりと拳を口の中に入れる一発芸。
同僚のヨーコに恋心を抱いているが、恋には奥手らしく好意を持っている素振りを見せるが全く気づいてもらえない。彼女のキスの話になって、初めは強がっていたが両親や祖父母と判明した時は人目をはばからず号泣した。
ウッチーに好かれていることには気づいていて、本人曰く「ウッチーは普通にかわいいと思うし、あれだけ好かれて悪い気はしない」らしい。またウッチーを振ったときには「生徒という目でしか見れないのは嘘」と独白していた。
連載初期2回はワイシャツ・ネクタイを着用していたが、ヨーコが「アズマ先生はノーネクタイの方がかっこいいかも」 と言った為それ以降は着用しておらず、現在はパーカー、夏季はTシャツを着用することが多い。
高校時代は甲子園出場有力でプロ注目のピッチャーであったが、道に落ちていた100円玉を拾おうとして車にはねられ出場できなかった。その経歴を買われて最近、野球部コーチにも就任。生徒が選ぶ教師の人気投票では4位だった。
教師になった理由は県立桜井高等学校（架空）在学中の高校3年の時、将来の夢について語っていて教師について話が出てきた際、担任の菅野舞（後述）に「お前にゃ（教師は）荷が重い」「つとまらない」と言われて、教師になって見返すということで教師になる事を決意したことから。アズマが高3時代は舞に対してタメ口で接していたが、自ら教師になって舞が赴任以降は、ヨーコ同様に基本的に敬語で接している。家族構成は、父、母、なつみ（姉か妹かは不明）の4人家族。
次年度からは学年主任兼1年A組担任になった。
山下 陽子（やました ようこ）
声：川澄綾子
背表紙登場は第2巻。10巻人物紹介のコスチュームは水泳。通称：ヨーコ。柏葉高校・英語科教師、3年A組（旧2年A組）副担任。手芸部顧問。10月16日生まれ、23→24歳。身長165cm。髪型はウェーブがあるロングヘアで、それを後ろで結っているが連載前の構想ではショートだった。
イギリスからの帰国子女で、母方の祖父にイギリス人をもつクオーター。本人いわく「雑種」。
机はアズマと同じく図書管理をするので司書室に配置。
校内一の眠り姫で休み時間は保健室のベッドや屋上、授業中は教壇でぐっすり眠る。アズマとは正反対で朝の遅刻も多い。時には立ったままや歩きながら寝ていることも。さらには目を開けたまま寝る技も会得している。自称「昼寝のプロ」。保健室を仮眠室にしていて、パジャマや（羽毛）布団も持参している。最初は保健室の主・沖田に注意されていたが沖田も黙認するようになり、最近ではずっと注意していた校長すら黙認しつつある。
以前ウェイトレスをしていたが、客にドリンクを被らせてしまい3日でクビになった経歴を持つ。
ウルトラマンにあこがれて教師を目指す。生徒が選ぶ教師の人気投票では1位に輝いた。
スタイルは抜群で生徒や教師が憧れる美貌を備えているがイギリス育ちゆえか発想は超天然。「～ですよう」を語尾につけるのが口癖。
得意なものは編み物（子供の頃、人が着られるほどのサイズの着ぐるみを作ったほど）、じゃんけん（負け無し）、チョーク投げ。また、コップを振って中のサイコロを重ねる「ダイスタワー」が出来るらしいが「とっておきの一発芸だから」という理由で、誰にも見せないため、実際の腕前は不明。竹馬も上手く、校舎の2階までの高さのものにも乗りこなす。
ベビースターラーメンを欠かさず食べている。
7年前、つまり16歳の頃はショートカットで現在のウッチー（後述）とそっくりだった。本人曰く18歳の時、雷に打たれて生死を彷徨ってから性格が変わったらしい。
自転車に乗るのが苦手。そのため、補助輪付きの自転車を所持しているが一輪車やローラースケートは得意。また、練習して、一応は乗れるようになっている描写もある。
携帯電話を所持していない。外からの連絡は公衆電話か携帯を他人から借りて行っている。 しかし、なぜかストラップは集めている。
視力が悪く普段はコンタクトレンズをしている。虫歯が三本（ドラマCDより）あり、左の胸には小さなホクロがある。
無駄遣いをする癖があり、貯金をしていない。購買部ではツケで済ましている。
アズマが好意を持っているのに全く気づいていないが、保健医の柳沢（沖田）の結婚後何かとアズマの事が気になってきており、卒業式の時にはウッチーに「アズマのことを好きになりかけている」と語った。実際、（アズマとの）結婚生活が簡単にイメージできたり、アズマの前で寝るのを意識してやめたり（だらしないところを見せたくない）と、自覚こそしてないが、その傾向はあった。
次年度からは1年C組担任になった。

### 柏葉高校の生徒
内田 沙耶佳（うちだ さやか）
声：清水愛
背表紙登場は第3巻。10巻人物紹介のコスチュームはバスケットボール。通称：ウッチー。柏葉高校3年A組学級委員長、立候補の理由は本人曰く「小2の頃やった事があるから」。また卒業アルバム委員も担当している。剣道部所属。2年次の出席番号24番、ただし3年への進級時にクラス替えは行わないので、出席番号もそのままと思われる。
遅刻の常習犯。成績は2年終了まではいつも劣等で赤点・補習の常連で、3年の1学期の成績は2と3の羅列だった。たまにテストで良い点を取ると、アズマをはじめクラスのみんなに胴上げされたりする。稀に正しい回答を言った時は、ボケ回答を期待していたアズマを逆に落胆させた。
本気でアズマに惚れていて、さまざまなアプローチを試みている。そのこと（恋愛）に関する相談する相手は、ほとんど沖田保健医（後述）。将来の夢は「アズマ先生のおよめさんになること」と公言するも、アズマ本人には「自身が在校生でなくなる卒業式の日に告白する」と決めていてまだ内緒にしている。しかし、アズマもウッチーに好意を持たれていることには気づいており、悪い気はしていない。
アズマに弁当を作ったりしているあたり、料理は得意とは言えないまでも、そこそこ出来る模様。
剣道部ゆえ竹刀を使用したツッコミも多い。また、上原（後述）の初恋の相手である水野と大会で対戦し勝利している。
2年時、3年の先輩からラブレターをもらった（靴箱に入っていた）ことがあるが断っている。
2年時は145cm、3年に進級してからは147cmと2cm伸び、 今は胸を大きくしようと考えている。拘りのトレードマークであるルーズソックスを、3年に進級して以降（2007年4月から）は履いていないことに関しては、作者の日記 及び、単行本11巻のあとがきで言及している。2007年に発売された8巻の表紙も中身は2年編ではあるがその傾向が見受けられる。端役を除く他の女子キャラと違い、初期は見られたがブレザーを着用することは滅多になく、夏季を除けばニットのセーターを着用することが多い。髪型はショートヘア。
2年の学園祭では、「創作シンデレラ」でシンデレラの義姉を演じた。また3年の学園祭では、かくれんぼ大会のターゲットとなって奮闘した。
いつも元気で正面突破。メールの早打ちは、ゆいゆい（後述）以上の実力。
栗子とは仲良しで身体測定ではライバル的存在。校内漫才大会で栗子と共に、「どんぐりーズ」というコンビで出場し、優勝した経験がある。
結構口が軽く余計な一言が多い。沖田が柳沢（その時点では名前は出ていなかったが）とデートしていたことを平気で上原にばらそうとしたり、綾（後述）がゆいゆいのことを好きだと相談されたとき、メールでクラス全員にばらしてしまった張本人。
アズマに影響を受けて将来は学校の教師を目指すと宣言。上原を錯乱させていた。
3年の夏休みから東栄教育大を目標に決め（「学食 美味い 大学」で検索したらたどり着いたから。レベルは上原曰く「難しいが不可能なレベルではない」）、夏休みから2学期終了前まで上原に勉強を教わっている。そのおかげで夏休み明けのテストでは高得点を取り、2学期の成績も大幅に上がった（親がアズマに本当なのかの確認の電話を入れるほど）。
健という名前の大学生の従兄弟がいる。
一人称は現在は原則どおりであるが、2001年以前の連載初期は「あたし」だった。
試験本番では半分「も」解けた（残りは勘）と語っており、アズマと上原を不安にさせた が、見事に東栄教育大に合格した。
合格した当日の帰路、アズマに自分の想いを告白したが振られてしまい、アズマに平手打ちすることで自分の気持ちに決着をつけた。
一方でアズマがヨーコの事を想っている事に実は早くから気づいており（机の引き出しの奥にあるヨーコの写真を勝手に見て）、卒業式当日にヨーコにアズマのことをどう思っているのか聞いた。
4年後新任の高校教師として柏葉高校とは別の高校に赴任したが、その際生徒と間違われてしまった（実は上原が想像した事があった）。
由井 唯（ゆい ただし）
背表紙登場は第5巻。10巻人物紹介のコスチュームは砲丸投げ。通称はアズマがそのまま音読みしたゆいゆい。最初期はこの呼び名を「パンダじゃあるまいし」とかなり嫌がっていたが、次第に慣れ、ついには自称するまでになった（水野と再会するまで自分の名字を忘れていたらしい）。柏葉高校3年A組、帰宅部。出席番号19番。身長174cm。
サボりの常習犯。成績は良いとはいえず、補習・追試は何度か受けているがウッチーよりは良い。絵画やデザインが得意であり、スポーツも万能で後輩女子からの人気はあるらしい。ただし、綾（後述）と付き合いだしてからは彼女と一緒にいる方がよくなったようで、サボリはしなくなったらしい。
所謂「やられ役」で飯田、栗子、ウッチー、最近では彼女の綾にまで殴られるなどしてケガ（血まみれになる）することが多く保健室の常連。しかし、それを省みずにお茶目な行動に出たりとある意味「飽きない人」。特に飯田にはよくぶっ飛ばされている。一度だけ見逃してもらえた事があったのだが、そっちの方が心労のせいで普段以上のダメージであった。
上原とは小学校からの同級生であり親友。上原と水野の高校受験のエピソードを友人に話して笑い話にする元同級生らしき高校生を許せずにケンカを仕掛ける、友人想いな一面も持つ。
メールの早打ちが得意だがウッチーには負ける。雪だるまを見ると体当たりしたり、学校に迷い込む犬に眉毛を描いたりと、幼稚な性格。最近では鳥にまで眉毛を描くようになっている。
2年の学園祭では、「創作シンデレラ」で王子を演じた。
綾とはケンカが多いがお互いに意識している。そして修学旅行の際、綾に清水寺で告白。同時に綾にも告白されたが最終的にゆいゆいが告白したことになった。2人の知らない間にどっちが告白するかクラス内で賭けられており、見事ヨーコだけが1人勝ちした。因みに「綾から告白」は6人で、一番多かったのは「ヘタレでどっちも告白できない」の18人だった。
進路については相当悩んだが、写生大会の時に綾から「絵が上手いのに何故美大に行かないの?」と言われたのをきっかけに美大進学を目指すことになった。
顔出しはないが、弟がいることが確認できている。
作内では「○○君」の敬称の表記は原則平仮名の「○○くん」としているが、ゆいゆいだけは、「ゆいゆい君」という表記になっている。
服装は夏季以外はYシャツの上に茶色のニットのセーターを着ている（夏季が近い場合などは着ない場合もある）。初期は学ランもその上に着ていたが、2004年以降はあまり見られない。
青葉美大と北山美大を受験したものの、2校とも落ちてしまい浪人となってしまった。やっとみつけた「やりたいこと」なので、今後も続けていくらしい。
4年後もプチ遠距離恋愛中だが、綾との関係は続いている。
付き合いだした当初は綾の意見を尊重してキスは卒業まで我慢するつもりだったが、卒業式の日の上原のスクープによると、クリスマスの日が、二人のファーストキスの日になったそうだ。
海野 綾（うみの あや）
声：長沢美樹
背表紙登場は第6巻。10巻人物紹介のコスチュームはテニス。旧2年A組学級委員長。野球部マネージャー。出席番号25番。身長167cmと、一般女性としては長身（『ひまじん』の和久井理沙と同じ）。
真面目で努力家。成績は上原よりやや劣るがそれでも90点以上は取っている。規律を重んじる主義で、校則は全て暗記している。生徒手帳が愛読書。ボロボロにすり減る程。
容姿端麗で、スタイルも良く、勉強のほか、スポーツも歌も料理も得意。学内でもモテるらしく、一般の男子生徒のほか、自身がマネージャーをやっている野球部の部員達に好意を持たれていたり、ラブレターをもらったりしたことがある。そのため、ゆいゆいと交際を始めた際、綾を狙っていた野球部員が彼に襲いかかったりという事件も発生した。
勧善懲悪をポリシーとする正義感あふれるキャラクター。その一方で主婦のような一面ももっている。しかし、ゆいゆいを好きになった所からヨーコに「ダメ人間萌え」と言われた。しかし、彼女は「献身的」と思っている。また、ゆいゆいと付き合ってから彼がサボったりしても黙認するようになり、アズマに「牙が抜け落ちたケルベロスだ」と言われた。
2年の学園祭では「創作シンデレラ」でシンデレラを演じた。
基本的に冷静なキャラクターであるが、最近では恋人のゆいゆいを殴るなど逆上するシーンも多々見られる。
性格は父親が裁判官である影響からで、野球部のマネージャーをしているのは母親が野球好きの影響から。
所謂「ツッコミ役」に相当するが、その反面意外とずれた面を見せることもある。また、意外とノリやすいところもある。
母の嘘の影響で 飲むヨーグルトを飲むことが多い。バストマッサージをしていたことがあるらしく、ウッチーにもやり方を教えていた。
指揮をやりながら片手でピアノを弾き、歌えるほど器用であるが、美術センスはなく絵を描くのが非常に苦手である。その出来は幼稚園児から小学生レベルである。それが原因のトラブルも多い。そればかりか体育の白線引きも苦手である。
化粧を覚えたいと言ったら、ゆいゆいに「今のままがいい」と止められた。綾は気を良くしたが、ゆいゆい曰く「ヒドイ顔になるから」であり、上原も同意している。
幽霊や紫の鏡といった都市伝説を信じている。
なぜか父親のことは「とっつぁん」と呼んでいるらしい。口だけのシルエットではあるが1度描かれている。この時は「お父さん」とも言っていた。家は結構裕福らしく、手抜きと言いながら弁当に（解凍）ウナギ弁当を持って来たり、連休に海外旅行（パリ）に行ったりしている。
髪型は腰まであるかなりのロングヘア。盛夏時、あるいは体育・家庭科・美術の授業時等にはそれを後ろで1本に結ぶこともある（作者曰く、彼女が夏に髪を結ぶのは「暑いから」とのこと）。初期は毛先がいくつかに分かれた感じだったのが、だんだんとまとまって、ひとまとまりの黒い長髪になった。その後面接試験前にバッサリ切り落としてショートヘアにした。
睫毛が1本飛び出した目の線をしている。
夏季以外は通常はブレザー着用であるが、夏季が近い時などはニットの水色の ベストを着ていることが多い。
一度『せんせいのお時間』の委員長のような格好（三つ編み、メガネ）をしたことがある。
看護師を目指しており、無事第1志望の大学に合格した。その時は大いに喜び、校則（廊下をはしってはいけない）を破ってしまうほど。
ゆいゆいの目指す道は食うに困る仕事であるが、綾は全身全霊で彼の目指す道を支えるつもりである。
上原 正充（うえはら まさみつ）
声：木下尚紀
背表紙登場は第4巻。10巻人物紹介のコスチュームは野球。柏葉高校3年A組学級副委員長。自称「歩くデータバンク」。出席番号4番。校内一とも思われる天才少年でクールな性格であるが運動は苦手である。危険思想の持ち主でもある。身長177cm。身体測定ではゾロ目に拘っている。ポーカーフェイスだが、陰で笑ったり、涙を流していた。いわゆる『メガネ君』だが生真面目というわけではなく、はっちゃける事も非常に多い。
勉強のみならず、家にはボードゲームやTVゲーム機が揃っている。
運動以外で苦手なことはほとんど無いようだが、数少ない「苦手なこと」として、「キャラクターなどのデザイン」がある。
大学の授業を先取りした勉強を行い、発明や新聞・雑誌編集も手がけるなど活動は幅広い。
校内新聞、校内新聞英語版、校内ゴシップ週刊誌、週刊栗子などの編集を手がける。校内新聞は半年から定期購読できるらしい。たびたび教頭の不倫疑惑や離婚騒動を一面でスクープしている。また、ゆいゆいと綾が互いに意識し始めた時から2人をくっつけようと作戦を立てていた。恋人同士になった今では半ばパパラッチのように情報を集め、校内新聞の一面を飾るほど。ドラマCDにて明確に新聞部に所属とされた。またメガネ同好会にも所属。
担任のアズマに関しては、「頭は自分の方が良く、授業は3流」と言い切りつつも、「すごくバカ正直で一生懸命なところは共感できる」「好感の持てる誠実な馬鹿教師」と評し認めてはいる。アズマの影響か「冷めた顔して生きることがどれほどつまらない事か」を知りアズマに感謝している。アズマのモノマネができる。
味覚センスはかなり独特で（アズマ曰く「宇宙人」）、食生活には問題があるようだが、最近はその描写は少ない。早弁の経験がある。
ゆいゆいとは小学校からの同級生で親友である。
中学時代に水野咲という想いを寄せた人がおり彼女に勉強を教えた。そして一緒の高校に通うべく柏葉高校を受け上原は合格したが彼女は落ちてしまった。その後、水野と再会し告白したが振られてしまった。しかしそれすらも自分の新聞のネタにした漢である。水野と再会時は普段のクールさが完全に失われており「何でボクのスパコンは稼動しないんだ」と嘆いた。また、告白を決意した時は早退してまで告白に行きたいほど気持ちが高揚するなど人間らしい一面も垣間見えた。その悔恨の念を払拭するため、3年の夏休みからウッチーの受験勉強を指導している。
自宅から学校が見えるほど近く、柏葉高校に進学した第二の理由である。
2年の学園祭では「創作シンデレラ」の監督と脚本を務め、ゆいゆいと綾をくっつけようとする作戦も兼ねていた。3年では「かくれんぼ大会」の総指揮を務めた。
あらゆる事に困ってしまうことが多い栗子に色々アドバイスするが、その内容は変な内容ばかりであり、3コマ目でそれを必ず実行して恥をかく栗子に、酷い目に遭わされている。一度、女子更衣室に突入してアドバイスした時もあったが、この時だけは、栗子はおろか他の女子全員に袋叩きにされた。: 顔出しはないが、大学生の兄がいることが確認できている。
全校集会での長話防止の為、教頭にブログを奨めている。
夏季以外は学ラン姿である。いつも丸メガネをかけているが、メガネが変わったことと、外してコンタクトにしたことが、それぞれ1回ずつある。
一人称は原則どおりではなく、「ボク」である。
カラオケをオールしたり、原付免許をとったりする など、試験前にもかかわらず教師たちをおちょくっていたが、当然のように東大に合格した。
高校卒業後は大学に籍を置きつつ、休学して世界中を飛び回っているらしい。
飯田 清尚（いいだ きよひさ）
背表紙登場は第7巻。10巻人物紹介のコスチュームは卓球。柏葉高校3年A組書記、留年続きの21歳。かつては手芸部に所属していた。出席番号は今のところ不明。身長186cm、体重115kg。
第1巻・2話のモブに彼も認められるが、個性を描かれた人物としての登場はまんがライフ2000年4月号掲載分 からである。11話目では停学明けで登場している（駅前で栗子が不良に絡まれていた所を栗子と2人で蹴散らしたが、飯田だけ発覚した為、停学処分になった）。
全国に名を轟かす最強の番長であり、「月刊番長」という雑誌に紹介されるほど。
皆からは「番長」と呼ばれているが、栗子やヨーコからは「飯田くん」と呼ばれている。稀にウッチーや綾もそう呼ぶことがある。
3歳年下の岩沢栗子の恋人でもある。栗子の記事をスクラップしたり、進路調査で「栗子を迎えに行く」と書くなど栗子に対しては誠実で、留年しているのも栗子と一緒に卒業するためである。栗子を傷付ける者や学校の花壇を荒らす者（どちらも主にゆいゆい）は、ただでは済まさない。栗子のことはそばかすで判別しているらしく、髪型を変えても見抜いたが、ヨーコがファンデーションでそばかすを見えなくすると、判別できなくなった。
愛読書は男気出版の「男気」シリーズ。
特技は手芸で、編み物やパッチワークの才能はプロ級。かつては威厳を損なうということで隠そうとしていたが、近頃では大っぴらにしつつある。料理も得意らしい。
水泳は1Kmを余裕で泳ぐが、飛び込みが下手。
パッチワークについてはネットオークションで3万円で落札されたほどの腕前。
最近ではネイルアートをしたり、眉毛を描いたりもしている。
2年の学園祭では「創作シンデレラ」のドレスを作っており魔法使いの代役を演じた。
猫が大好きだが、全く相手にされないのが悩み。猫の事を想像したりすると鼻血を出したり、パワーも落ちてしまう。ピアノの定番曲「猫ふんじゃった」も飯田にとってはNGである。
実家は、両親が「飲み処 へべれけ」を営んでいて、将来は小料理屋を開くのが目標。生徒の両親が登場したのは飯田だけである。
服装は四季問わず学ランである。ただし、2003年以前は夏季は着ていなかった。3年に上がる前に白学ランに変えようとしたことがあるが、結局いつもの学ランに落ち着いた。
栗子が有名になっていくのと、週刊誌に飯田の事が悪く書かれている事等で、栗子は自分から離れているのではないか、彼氏には相応しくないのかと悩み、一度は別れを決断するが、アズマ達の説得で翻意し、栗子にいっそう相応しい男になることを誓う。栗子に迷惑をかけるまいと、ケンカからも足を洗うことにし、その後吉崎（後述）との最後の戦いに勝ち、お互い猫好きという事で意気投合する。
教頭によく思われていないが、他の不良達の喫煙や髪型を注意するなど風紀の乱れを防止している陰の功労者。
一足早く運転免許を取得。愛車は猫が描かれた痛車。
岩沢 栗子（いわさわ くりこ）
背表紙登場は第8巻。10巻人物紹介のコスチュームはバレーボール。柏葉高校3年A組、柔道部所属。出席番号は今のところ不明。
まんがライフ2000年4月号掲載分から登場。初登場時は「岩沢」という苗字は全く記載されなかったが、初期の6人に新たに飯田・栗子が追加されたまんがライフ2000年6月号の人物紹介欄で判明。
飯田との馴れ初めは当時小学三年の栗子が野良犬に襲われているところを助けてもらったから。
飯田の彼女になることに憧れ告白する（当時10歳）も、飯田（当時13歳）の「弱い女に興味ねーんだよ」の一言で柔道を始め、それから4年後にようやく実った。
柔道の実力は世界レベルで、時には最強番長・飯田をも投げ飛ばすほどで、その行く末には大きな期待を寄せられている。その反面、それ以外のスポーツは苦手である。
2年の学園祭では、「創作シンデレラ」でシンデレラの義姉を演じた。
マスコミも目をつけ、「そばかす王女」のニックネームが与えられ、報道陣やファンが集まるようになったが、本人は「なんで「みつあみ」とかじゃないの」と泣いてしまった。
困ることが多く、その都度上原から変なアドバイスを受け、それを実行して恥をかき、上原を酷い目に遭わせている。しかし一度は、正しいアドバイスの解釈を間違えて、それでも上原を酷い目に遭わせていた。また、他の生徒に嫌味を言われた時にも上原にアドバイスをされたが、上原が教えていない言葉も言ってしまった。
結構天然で、ヨーコとは、天然同士で話が合ったりしている。
ウッチーとは仲良しで身体測定ではライバル的存在。校内漫才大会でウッチーと共に、「どんぐりーズ」というコンビで出場し、優勝した経験がある。
身長はウッチーと同じ145cm。しかし、ウッチーと違い、そのことをネタにされたりバカにされたりすることは、ほとんど無い。顔はまん丸。髪型は肩までのセミロングで、通常は2つに分けて編んでいる。1度だけ、ヨーコの手で、髪をおろすことになったことがある。それでも飯田はすぐ栗子とわかった。 後に身長が150cmを超えたときにウッチーと喧嘩になったことがある。。
そばかすがかなりのコンプレックスになっていて、消す方法を探している。時には、左右各1個ずつ増えてしまったり、流れ星に願ったら片方だけ消えたりしたこともある。
ヨーコ同様、携帯電話を所持していない。
カレー好き。得意料理が「カレーライス」と言っているが、それ以外の料理の腕はかなり酷いらしく、弁当を食べた飯田が一発で倒れてしまったほど。
怪しい妄想が暴走してしまうことがある。またボーイズラブも好きなようである。
服装は夏季以外は基本的にブレザーを着ているが、夏季が近い場合などは着ないこともある。
3年生の12月に正式にスポーツ推薦での大学合格が決まった。
卒業後にオリンピックで金メダルを取ったが、そのときの会見で「引退して花嫁修業に専念する」と言ったことから騒動が起こったらしい。
下山（しもやま）
柏葉高校3年B組委員長、出席番号は不明。眼鏡をかけている。エリート集団・B組のリーダー的存在。天才であり、学年のテストでは万年2位（1位は上原）。
クラスメイトと共に、A組をバカ集団と呼んで見下している（彼自身は上原にライバル意識を持っている）が、合唱祭の前日に風邪をひいたり、学園祭のかくれんぼ大会ではウッチーを探そうと女子トイレに入り、女子に袋叩きにされたりとひどい目に遭っている。
竹下（たけした）
柏葉高校3年E組、出席番号は不明。
名前のみの登場になっている。無銭飲食などの事件を起こしている。
由井悟（ゆい さとし）
ゆいゆいの弟。兄の卒業した次の年度に柏葉高校に入学、1年A組に編入され、兄弟でアズマの教え子になった。

### 柏葉高校の教職員など
柳沢 里美（やなぎさわ さとみ）
声：笹島かほる
背表紙登場は第9巻。10巻人物紹介のコスチュームは弓道。柏葉高校保健医。旧姓「沖田（おきた）」。年齢は29歳→30歳。身長171cmと女性にしては長身である。
連載当初からおらず、初登場も通常連載分ではなく2000年3月に発売されたフリテンくん増刊号に掲載された回 であった。通常連載分ではまんがライフ2000年5月号 から。
「里美」という名前についても当初は明らかにされなかったが、単行本1巻の人物紹介のページで明らかになった。本編で名前が初めて出てきたのも単行本4巻の85話である。
白衣を着用し、第1巻16話目からはこの学校の卒業生でかつ恋人の柳沢英二（後述）からプレゼントされた病院のマークが元の十字のペンダントをしている。ヨーコはファミコンのゲームパッドの方向ボタンと勘違いしていた。はじめは付き合っていることを隠していたが、デート現場をウッチーに目撃され、それを聞いた上原の情報網によってばれてしまった。髪型はショートヘア（「ひまじん」の和久井理沙をショートにした感じ）。
典型的な酒豪で、保健室の机やベッドの下に酒が隠してあるが、生徒や教師の殆どが知っている。薬ビンなどに酒を入れて隠していることもある。ただ、酒好きだが超強いというわけではなく、酔い潰れて寝ていることが多い。酒代は水道代込み（酒代も水道代としているため）で8万円。保健医になったのも保健室で隠れて酒を飲めるため。
「ほけんだより」のプリントを配っているがすぐに捨てられるのが悩みのタネ。団扇や冊子にするなどして創意工夫をしている。
初期は、保健室で寝るヨーコに注意したりもしていたが、最近は黙認している。
料理はどうか不明だが、裁縫が苦手であることは判明している。また、寝ている時は歯ぎしりが凄いが、本人は知らないらしい。
ウッチーからアズマに関する恋愛相談を受けることが多い。まるで自分たちのようだと重ねているところもある。
やり方を聞かれてウッチーに施した化粧で、ウッチーの顔が沖田そっくりになってしまったことから、本人もかなり厚塗りしているらしい。
体重を非常に気にする。ダイエットに励んでいるが効果がない。そこでアズマから痩せるには和食中心の食事が一番と言われ、それに従ったが和食の中で天ぷらを選んだため、逆に体が激太りしてしまった。最初は気にしていたが、割り切ってしまい菓子を食べるなどして更に太ってしまう。恋人の柳沢には肥満になった時から全く会わずにそのことを秘密にしていたが、教頭がそのことをブログに載せ柳沢がそれを見た事により発覚してしまう。しかし、柳沢は全く気にしておらずプロポーズされ、彼女はこれを受け入れた。だが結婚式まで50日しか残っておらず、彼女はどうしても30歳前に結婚したかったので（これも教頭のブログで発覚）、生まれて初めての本気ダイエットをして痩せることを決断した。最終的に菅野舞指導の下、1ヶ月の山篭りダイエットで元に戻ることが出来、無事結婚式を迎えることが出来た。
ちなみに結婚後も同僚･生徒からは「沖田先生」と呼ばれている。また、体重が増えたことを「幸せ太り」と割り切るようになった。
志村 金一（しむら きんいち）
背表紙登場は第11巻。10巻人物紹介のコスチュームは柔道。柏葉高校第16代校長。第1回目から登場。上原が所属するメガネ同好会の会長も務める。
ずっと独身で校内の掲示板にも花嫁募集中のポスターを貼るほど結婚願望が強い。ヨーコに告白してあっさりフラれた経験がある。
ヨーコの遅刻癖や沖田の酒癖に頭を悩ませている。
当人は学校の生徒の顔と名前を全て暗記しているが、当人のことは、飯田が名前を知らなかったり、栗子に「校長先生どこですか」と聞かれてしまうなど生徒には顔も名前も全然知られていない。
趣味は音楽と囲碁だが、1999年に幕張メッセで行われたGLAYの20万人ライブに行ったり、萌え系のイラストを描いたり、沖田の結婚式でヒップホップを披露したり、ビーチや結婚式場でナンパしたりするなど行動は若者。本人にとって囲碁は楽しいものである。
挨拶や放送で一曲歌う癖がある。持ち歌は宇多田ヒカル、プッチモニなど。校内放送でラップを披露したこともある。意外と美声らしい。携帯電話の着メロは柏葉高校校歌。
アズマのことは、生徒を思いやるいい教師と評価している。
公費で銅像を造ったが輪投げの的にされたり、上原に監視カメラに改造されたり、栗子に技の練習されたりと散々な目に遭った。挙句の果てに教頭のベンツで壊されたが、それでもめげずに今度は立像を造った。
支持率は20％。
一人称は「私」である。その後、30歳年下の女性と見合い結婚した。
加藤 のぶお（かとう のぶお）
背表紙登場は第12巻。10巻人物紹介のコスチュームはサッカー。柏葉高校教頭。初登場はまんがライフ2000年2月号 から。
既婚者だが、ヨーコにセクハラをしたり、別の女性と浮気をしている。遂には妻から「もうあなたにはついていけません」と言われてしまう。この腹いせなのか、付き合い始めたばかりのゆいゆいと綾に「永遠の愛なんてものは存在しない!!」と忠告する。さらに上原新聞に「離婚秒読み!?」と報じられる。家では、すでに家庭内別居状態らしい。
嫌味と説教が多く、口癖は「論外」。教師や生徒（特にA組）を問題人物扱いしている。教師と生徒からは嫌われ役で、一方的に校則を作成して反感を買ったりしている。全校集会の話も長く、教頭が欠席のときは事前に録音したテープを全校集会で流している。
教職員唯一の喫煙者であり、一度ヨーコの勧めで葉巻を吸ったことがある。
柏葉高校の名誉のために栗子を特別扱いしたり、進学率10割を掲げることもある。これに関しては、校長すら手を焼いている。
生徒たちからは、校長以上に名前どころか名字が知られておらず、生徒や教員のアズマやヨーコにすら知られていない。
上原に奨められてブログを開設したが、女子生徒の写真を使用したり、沖田が太っていた事をバラす等、生徒や教師に不評だった。さらにコメント欄を設けたが、炎上してしまった。
三国志マニアで校内で立ち読みしている所を上原にスクープされた。校長と囲碁をやっており、本人にとって囲碁は高度なものである。
ピンクのスーツを着ており、栗子曰く「ダサい」。
愛車は300万円のメルセデス・ベンツ。しかし、ウッチーなどの生徒（まれに沖田も）に壊されたり、しょっちゅう学校内外で自損事故を起こして修理に出している。自損事故の理由は車酔いしやすい体質のせい。
ベンツで校長の銅像を壊してしまったが、その時は自首せずに知らんフリしていた。
ジムに通っており、がっしりとした体格になっている。
『ぼくの彼女はウエートレス』の4番スイッチ事件で被害を受けた事がある。
人気投票では0票であり、作者から「おばちゃんに負けてる」と笑われた。
一人称は「私」もしくは「ワシ」である。
菅野 舞（かんの まい）
背表紙登場は第10巻。10巻人物紹介のコスチュームはチアガール。自称「嵐の体育科教師」。基本的に男性口調である。沖田と同い年の29歳。
アズマの恩師で、彼の出身校・県立桜井高等学校の担任（担当教科は保健体育）。ハチマキと糸目が特徴。血液型はA型
アズマが高校3年（18歳)の時に23歳で着任し、プライドと昼食を賭けた早朝一番乗り競争のアズマ最大のライバル。高校2年まで460戦無敗だった彼の記録を止め、112勝35敗1分（1巻時点）と大きく勝ち越している。
高校生のアズマに「お前にゃ（教師は）荷が重くて務まらない」と彼の性格を把握した上でわざと挑発しアズマが教師になるのを後押しした。現在も現役の教師で4巻ではアズマにトレードマークのジャージを新調したという手紙を送っている。
1巻以降ほとんど出番がなかったが、9巻でA組の生徒たちが3年に進級すると同時に柏葉高校に着任。その際、全校生徒の前で三十路である事を公言し沖田を驚かせたり、再会に感涙するアズマに照れ隠しでビンタをするなど印象的な再登場を果たした。現在は3年B組の担任。
服装は常にジャージ姿で、夏季はポロシャツを着ており、白のヘアバンドをつけている。また、ジャージのジッパーを上まで上げるのが正装。スカートは着用しない。ヨーコの薦めでメイド服やワンピースを着させられたことがあるが、後者はアズマからは女装にしか見えなかった。アズマによると結婚式もジャージで出席したことがあったが、沖田の結婚式にはワンピースで出席した。しかし、着慣れていないのでスクワットしたら背中が破れてしまった。
「脳みそが筋肉でできてる女」と言われると喜ぶ。
嫌いなものはメロンなのだが、あくまで網目状が気持ち悪いということだけであり味自体は好きである。
マッチョなオジサマが好み。酒を飲むと誰でもほめちぎる「ほめ上戸」になる。
5月になるとめちゃくちゃ元気に動き回るが、彼女にしてみればこれが5月病らしい。5分以上は机に座ることが出来ない。
整体の資格を持っており、一時的だが心のゆがみまで治療できる。
体育では熱心に教えているが、保健体育の授業ともなると赤面になり口篭もってしまい授業にならない。また体育の授業もテニスなど「自分が」動かないスポーツは行わない。
『ぼくの彼女はウエートレス』で、With来店100人目記念としてゲスト出演したことがある。
清水 正子（しみず まさこ）
背表紙登場は第14巻。柏葉高校の購買部係。通称購買のおばちゃん。初登場はまんがライフ1999年11月号 からで教頭よりも古い。
柏葉高校の裏事情にも詳しい情報通。裏情報を聞きたい時の暗号は「カレーパン20個」であり、上原など一部の人間しか知らない。
20歳の娘がいる。
菅野舞とは血縁は無いが顔の感じが似ているので、初対面でいきなり息の合った親子の再会の演技をした。
2学期には、金髪でサングラスをかけていた（すぐに元に戻っている）。
人気投票では1票で第12位だった。
小川 真（おがわ まこと）
数学担当の教師。初登場は1巻・13話目。顎鬚が特徴。テストでは、たくさんの問題を出してくる。生徒が選ぶ教師の人気投票では第2位だった。
杉村（すぎむら）
日本史担当の教師。登場しておらず、2巻・23話目のウッチーのセリフで彼の名前を言っている。テストでは難しい問題を出す。不倫をしている。
仲村（なかむら）
体育担当の教師であり、野球部の顧問も担当している。初登場は2巻・37話目。アズマが野球部の監督になろうとした直前に赴任してきた。前にいた学校で何度もチームを甲子園に導いた名将として有名だった。
三菱（みつびし）
国語担当の教師。初登場は2巻・38話目。カツラを付けている。飲み会の時、酔っぱらったヨーコにカツラを取られてしまい、他の教師にバレてしまった。
中沢（なかざわ）
家庭科担当の女教師。初登場は3巻・46話目。初登場時はウッチーがおいしい弁当の作り方をヨーコに聞いているのを見て泣いていた。
江崎（えざき）
美術の女教師。初登場は7巻・141話目。バンダナとオーバーオールが特徴。ゆいゆいに美大と美術予備校の資料を渡した。
長谷川（はせがわ）
音楽担当の教師。初登場は7巻・145話目。アズマ曰く「イイ人」だが、生徒からは始める時の振り付けが笑えて練習にならないと苦手意識を持たれている。

### その他の人物
吉崎（よしざき）
東高校の番長。番長だが子分はいない。
飯田にいつも負けながら、何回も戦いを仕掛け続けている。最初は、男のくせに丸文字で丁寧な文章で、何十通も果たし状を送るストーカーに近い存在だった。メールで学園祭に呼び出され、「劇を観た後でぶっとばす」と意外といい人らしい。
コンタクトレンズをつけている。猫に好かれる体質である。
家業は｢猫と遊べるキャットカフェ吉崎｣で、進路としては、家業を継ぐつもりらしい。
飯田と共にケンカから足を洗い、今後は猫好き仲間として友情を深める。
柳沢 英二（やなぎさわ えいじ）
背表紙登場は第13巻。沖田の恋人で汚れなき心の持ち主。柏葉高校の卒業生でもある。沖田よりも6歳年下ではあるが「里美ちゃん」と呼ぶ。沖田に惚れた理由は「繊細でキレイな心を持っていること」だが、これを聞いた上原は壊れた。
171cmの沖田より、頭半分ほど背が高いため、170cm台後半はあると思われる。
高校生の時にバスケ部に所属しており、保健医として着任した沖田と知り合った。
大学生の時に柏葉高校へ教育実習に来た際、アズマの指導を受けたこともある。
みかんは必ずすべてのスジをとってから食べる。
ウッチーたちが進級した頃に教師採用試験に合格し、現在は柏葉南高等学校（架空）の教師になっている。
教頭のブログを見て沖田が激太りしたことを知ってしまうが、全く気にしておらず、沖田にプロポーズした。
水野 咲（みずの さき）
秀明館高校に通う、ゆいゆいと上原の松ヶ丘中学校（架空）の同級生で上原の片思い相手。上原に勉強を教えてもらい柏葉高校を受験するも風邪をひいたまま受験に臨んでしまい不合格となってしまった。そのことを彼女は「上原に申し訳ない」とずっと思っていた。
男勝りな性格でしゃべり口調も男っぽい。剣道部に所属し、剣道大会でウッチーと対戦するも惜しくも敗退。しかしウッチー曰く「腕はなかなかのもの」。
ゆいゆいと再会してから上原と会うまで幾度のすれ違いがあったが、7巻の剣道大会で上原と再会。その後告白されるが付き合っている人がいたため断った。
一人称は原則どおりであるが、「あたし」を1度使用したこともある。

## その他
『まんがライフ』版では2ページ目、3ページ目の漫画の横に人物紹介が併記されている。3回目に当たる1999年12月号より新設された。当初は飯田・栗子抜きの6人だったが（アズマ・ヨーコ・ウッチーと、ゆいゆい・上原・綾の順で3名ずつ）、加入後の2000年6月号からはこの二名を追加している。（アズマ・ヨーコ・ウッチー・ゆいゆいと、上原・綾・飯田・栗子の順で4名ずつ）。『まんがくらぶオリジナル』版では連載当初から紹介欄があったが、こちらはヨーコが主役扱いのため、ヨーコとアズマの順が逆になっている（現在は廃止）。ライフ版は途中、連載初期の絵柄から現在の絵柄の顔に変わっている。進級の段階から3年近くの間、(先述の通り、作内の時間の流れは遅くなっているため3年のまま)、キャラクターは2年当時のデータ のまま修正されていなかったが、まんがライフ2010年3月号より3年編に基づくデータに更新された。
9巻は2年編と3年編の境目の話になるが、人物紹介は2年編に基づいた記述になっている(3年編から登場する菅野舞も紹介されているが、3年編に関する記述はない)。10巻から3年編に基づいた記述になった。
連載初期と現在ではタイトルロゴのデザインが全く違っている。2001年の単行本1巻の発売を機に現在のデザインに変更された。
4コマのタイトルの書体は『まんがライフ』版は2006年11月までは写研の創挙蘭でありタイトルロゴ変更前は作者クレジットでも使われていた、DTP化以降はそれに似たダイナコムウェアの綜藝体を使用、(千秋しまってこー!!や、出版社は違うが『のの美捜査中!』（こちらはやや小さめで、最後まで創挙蘭であった)も同様であった）さらに2008年11月号より、フォントワークスのロダンハッピーに変わっている。『まんがくらぶオリジナル』版は『まんがライフ』版と基本的に同じ（DTP化、タイトル書体変更（2008年9月号）はこちらが先）。
掲載ページ数は双方とも5、6ページであるが、『まんがくらぶオリジナル』版は2008年以降から最終回までほぼすべての回が5ページで固定されている。稀に4ページと少な目の回や、7、8ページと増やした回もある。ライフ版の最終回は一部2色カラー、6ページ。
『まんがくらぶオリジナル』版の最終回は、事前予告・増ページ･カラー掲載等の措置は行わなかった。
連載終了後、『まんがライフ』上からは撤退し、重野の同誌での定期連載はなかったが、ゲスト掲載では2022年9月号に『まんがライフオリジナル』に連載中の『雑兵めし物語』が単行本の宣伝を兼ねて掲載された。重野の作品が連載終了以降『まんがライフ』に掲載されたのは約10年ぶりとなったが、この号をもって休刊となったため、連載終了以降最初で最後の掲載となった。また、『まんがくらぶオリジナル』上では連載終了以降、2014年12月号の休刊まで重野の作品が掲載された事は一切なかった。
連載中のまんがライフ2010年8月号では「よんこまのこ」が出張掲載された。

## 書誌情報
- 単行本 - 竹書房より「バンブーコミックス」として刊行。
  1. 2001年9月27日発行 ISBN 4-8124-5550-2
  2. 2002年8月3日発行 ISBN 4-8124-5685-1　
  3. 2003年8月17日発行 ISBN 4-8124-5827-7　
  4. 2004年4月17日発行 ISBN 4-8124-5923-0　
  5. 2004年11月29日発行 ISBN 4-8124-6051-4　
  6. 2005年12月17日発行 ISBN 4-8124-6296-7
  7. 2006年4月27日発行 ISBN 4-8124-6446-3　
  8. 2007年7月16日発行 ISBN 4-8124-6599-0　
  9. 2007年11月17日発行[64] ISBN 4-8124-6764-0　
  10. 2008年12月11日発行 ISBN 978-4-8124-7010-7
  11. 2009年8月10日発行 ISBN 978-4-8124-7128-9
  12. 2011年8月10日発行 ISBN 978-4-8124-7633-8
  13. 2012年6月9日発行 ISBN 978-4-8124-7785-4
  14. 2012年6月30日発行 ISBN 978-4-8124-7918-6